# مکرتیچ آصلانیان
مکرتیچ سِروبی آصلانیان (ارمنی: Մկրտիչ Սերոբի Ասլանյան؛ انگلیسی: Mkrtich Aslanyan زادهٔ ۵ مهٔ ۱۹۰۶ - درگذشته ۱۰ فوریهٔ ۱۹۸۶)، روزنامه‌نگار، نثرنویس اهل ارمنستان بود.

## زندگی‌نامه
وی در ۵ مهٔ ۱۹۰۶ در روستای در نزدیکی بولانک شمال‌غرب دریاچه وان در ارمنستان غربی به دنیا آمد و در سال ۱۹۱۴ به ارمنستان مهاجرت کرد و بعد از آن در تفلیس سکنی گزید. از دانشگاه دولتی تفلیس فارغ‌التحصیل شد. دو مرتبه بین سال‌های (۴۱–۱۹۳۵) و (۷۲–۱۹۵۶) ریاست برنامه رادیویی ارمنی در تفلیس را برعهده داشت. وی همچنین برندهٔ جوایزی همچون نشان ستاره سرخ () و نشان جنگ میهنی (درجه دو) () شده است. وی در ۱۰ فوریهٔ ۱۹۸۶ در سن ۷۹ سالگی در تفلیس درگذشت.